# Jarebice (Loznica)
Jarebice (em cirílico: Јаребице) é uma vila da Sérvia localizada no município de Loznica, pertencente ao distrito de Mačva, na região de Podrinje Jadar. A sua população era de 1153 habitantes segundo o censo de 2011.

## Demografia
| 1948  | 1953  | 1961  | 1971  | 1981  | 1991  | 2002  | 2011  |
| ----- | ----- | ----- | ----- | ----- | ----- | ----- | ----- |
| 1 621 | 1 747 | 1 802 | 1 723 | 1 549 | 1 507 | 1 324 | 1 153 |